# Metaleptyphantes triangulatus
Metaleptyphantes triangulatus is een spinnensoort in de taxonomische indeling van de hangmatspinnen (Linyphiidae).
Het dier behoort tot het geslacht Metaleptyphantes. De wetenschappelijke naam van de soort werd voor het eerst geldig gepubliceerd in 1968 door Herman Theodor Holm.